# Fedora Project
 (décembre 2021).
Si vous disposez d'ouvrages ou d'articles de référence ou si vous connaissez des sites web de qualité traitant du thème abordé ici, merci de compléter l'article en donnant les références utiles à sa vérifiabilité et en les liant à la section « Notes et références ».
Pour les articles homonymes, voir Fedora (homonymie).
Le terme Projet Fedora désigne l’ensemble de la communauté et de ses activités liées aux développement de la distribution Linux Fedora, ainsi qu’une variété d’autres projets. Ce projet est le résultat de la fusion de la communauté Red Hat Linux (RHL) et des anciens projets Fedora Linux de septembre 2003, et est officiellement sponsorisé par Red Hat, dont bon nombre des employés travaillent sur le code source du projet. Le projet Linux Fedora a développé des paquets tiers pour les anciennes distributions Red Hat Linux (RHL 8, RHL 9, FC 1, FC 2) avant de devenir une partie intégrante du projet Fedora.
L’abandon de Red Hat Linux en faveur de Fedora Core a semé la discorde au sein de la communauté Linux. Beaucoup ont pensé que Red Hat s’était simplement tourné vers ce nouveau projet pour se débarrasser des anciens utilisateurs et se tourner vers un marché uniquement professionnel, laissant ainsi les utilisateurs existants sans mise à jour disponible. La situation s’est par la suite clarifiée petit à petit, bien qu'une mauvaise opinion soit encore présente dans l'esprit de certains.

## Historique
Le projet Fedora a d'abord eu pour but de développer des paquets RPM complémentaires pour la distribution d'entrée de gamme de Red Hat. Mais au mois de septembre 2003, Red Hat a décidé de se concentrer sur le marché des entreprises, laissant la charge de sa distribution grand public à Fedora.

### Fondation Fedora
En 2005, Red Hat fonde la Fedora Foundation, une fondation indépendante et dédiée au projet Fedora. Son but est alors de recruter de nouveaux développeurs contribuant au projet, qui doit ensuite inspirer Red Hat Enterprise Linux. Pour cette raison, Red Hat souhaitait soutenir financièrement et logistiquement la nouvelle fondation. Cependant, des contraintes fiscales poussent Red Hat à dissoudre la fondation en 2006, et à augmenter en contrepartie la part de la communauté dans le Fedora Board.

## Gouvernance

Architecture en anneaux et composants de Fedora. Sur les anneaux intérieurs se trouvent les composants de base et sur les anneaux extérieurs se trouvent les composants des variantes Workstation, Server et Atomic.

Le projet Fedora est un projet communautaire gouverné par deux groupes de personnes : le conseil et le FESCo (abréviation de Fedora Engineering Steering Committee).
Le projet Fedora est dirigé par un conseil d'administration de dix membres de 2007 à 2014, remplacé par un conseil après 2014. Avant 2007, le Fedora Advisory Board avait un rôle de conseil et non pas de direction. Outre le président du conseil (Fedora Project Leader), qui est désigné par l'entreprise Red Hat et dispose d'un droit de veto, l'entreprise désigne également une personne dans le rôle de Fedora Community Action and Impact Coordinator (FCAIC) pour le soutien communautaire qui est membre du conseil. Il s’agit du groupe ayant le droit de veto sur le projet. Le conseil est composé de quatre membres nommés par le président et cinq autres élus par la communauté Fedora. Le conseil prend des décisions sur les aspects stratégiques et financiers du projet. Le FESCo, ou comité de pilotage technique, est responsable des travaux de développement techniques du projet. Le FESCo se compose de neuf personnes élues par la communauté Fedora. Les discussions et les décisions des deux organes sont majoritairement faites en ligne via IRC et sont accessibles publiquement. En tant que chef de projet Fedora, FPL pour Fedora Project Leader, le président du conseil doit coordonner les décisions du conseil et celles du FESCo.
Le projet est également gouverné par cinq sous-groupes de travail indépendants réparti sur Base Design, Environments and Stacks, Fedora Server, Fedora Workstation et Fedora Atomic.

### Liste des présidents de conseil
Le président du conseil dirige le conseil, est employé par Red Hat et son poste porte le titre de Fedora Project Leader :
Depuis 2014 : Mathew Miller
2012 à 2014 : Robyn Bergeron
2010 à 2012 : Jared Smith
2008 à 2010 : Paul W. Frields
2006 à 2008 : Max Spevack
2005 à 2006 : Greg DeKoenigsberg
2004 à 2005 : Cristian Gafton
2003 à 2004 Michael Johnson

### Liste des coordinateurs communautaires
Le poste de FCAIC est tenu par une personne du personnel de Red Hat qui est également membre du conseil gouvernant le projet. Depuis 2019 ce poste est tenu par Marie Nordin.

### Liste des membres élus du conseil de 2014 à 2021
Depuis 2014 les membres élus du conseil sont :
| Tom Callaway        | décembre 2020 –               |
| Aleksandra Fedorova | mai 2020 –                    |
| Dennis Gilmore      | janvier 2018 – December 2020  |
| Till Maas           | mai 2018 – juin 2020          |
| Nick Bebout         | janvier 2018 – mai 2018       |
| Robert Mayr         | décembre 2015 – janvier 2018  |
| Justin Flory        | août 2017 – janvier 2018      |
| Rex Dieter          | novembre 2014 – décembre 2015 |
| Langdon White       | novembre 2014 – août 2016     |

### Liste des présidents du conseil d'administration de 2007 à 2014
De 2007 à 2014 le projet Fedora est gouverné par un conseil d'administration dont les membres successifs sont :
| Elliot Lee         | Avril 2006 à novembre 2006                                                     |
| Jeremy Katz        | Avril 2006 à juillet 2007                                                      |
| Rahul Sundaram     | avril 2006 - juillet 2007                                                      |
| Paul Frields       | avril 2006 - juillet 2007, février 2008 - juillet 2010                         |
| Rex Dieter         | avril 2006 - juillet 2007, juin 2010 - juin 2012, décembre 2012 - octobre 2014 |
| Chris Blizzard     | avril 2006 - décembre 2007                                                     |
| Max Spevack        | avril 2006 - février 2008                                                      |
| Bill Nottingham    | avril 2006 - décembre 2008, décembre 2008 - décembre 2009                      |
| Seth Vidal         | avril 2006 - juillet 2009                                                      |
| Matt Domsch        | avril 2006 - novembre 2010                                                     |
| Greg DeKoenigsberg | novembre 2006 - juillet 2007                                                   |
| Steve Dickson      | juillet 2007 - juin 2008                                                       |
| Christopher Aillon | juillet 2007 - juin 2008, décembre 2008 - décembre 2010                        |
| Dennis Gilmore     | juillet 2007 - juin 2008, juin 2009 - juin 2010                                |
| Jef Spaleta        | juillet 2007 - décembre 2008                                                   |
| Karsten Wade       | juillet 2007 - décembre 2008                                                   |
| Bob McWhirter      | décembre 2007 - juin 2008                                                      |
| Dimitris Glezos    | décembre 2008 - décembre 2009                                                  |
| Harald Hoyer       | juillet 2008 - juin 2009                                                       |
| Jesse Keating      | juillet 2008 - juin 2009                                                       |
| Chris Tyler        | juillet 2008 - juin 2009, décembre 2009 - novembre 2010                        |
| Tom Callaway       | juillet 2008 - juin 2011                                                       |
| John Poelstra      | juin 2009 - juin 2010                                                          |
| Mike McGrath       | juin 2009 - juin 2010                                                          |
| Josh Boyer         | juin 2009 - juin 2010, juin 2013 - Oct 2014                                    |
| Colin Walters      | décembre 2009 - novembre 2010                                                  |
| Mairin Duffy       | juin 2010 - juin 2011                                                          |
| Stephen Smoogen    | juin 2010 - juin 2011                                                          |
| Jon Stanley        | juin 2010 - juin 2012                                                          |
| Jared Smith        | juillet 2010 - février 2012                                                    |
| Joerg Simon        | novembre 2010 - décembre 2011                                                  |
| Jaroslav Reznik    | novembre 2010 - janvier 2014                                                   |
| David Nalley       | décembre 2010 - décembre 2012                                                  |
| Toshio Kuratomi    | novembre 2010 - novembre 2012                                                  |
| Rudi Landmann      | juin 2011 - mai 2012                                                           |
| Guillermo Gomez    | juin 2011 - juin 2012                                                          |
| Peter Robinson     | juin 2011 - juin 2013                                                          |
| Christoph Wickert  | décembre 2011 - décembre 2012                                                  |
| Robyn Bergeron     | février 2012 - juin 2014                                                       |
| Garrett Holmstrom  | mai 2012 - octobre 2014                                                        |
| Nick Bebout        | juin 2012 - juin 2013                                                          |
| Eric Christensen   | juin 2012 - octobre 2014                                                       |
| John Rose          | juin 2012 - octobre 2014                                                       |
| Major Hayden       | novembre 2012 - octobre 2014                                                   |
| Michael Scherer    | décembre 2012 - janvier 2014                                                   |
| Matthew Garrett    | juin 2013 - octobre 2014                                                       |
| Haïkel Guémar      | janvier 2014 - octobre 2014                                                    |
| Neville Cross      | janvier 2014 - octobre 2014                                                    |

### Communauté
Le projet encourage à la contribution et un système de badges, permet la reconnaissance des contributions apportées au projet. En 2015, le projet compte un peu plus de 2 000 contributeurs.
Deux rencontres sont organisées annuellement : Flock, et FUDCon,. Au cours de ces rencontres, des conférences et des ateliers sont organisés à propos de l’infrastructure, du développement de nouvelles fonctionnalités, de la gestion générale et de la communauté, de la gouvernance, du marketing, des tests, de l’assurance qualité, du packaging, etc.

#### SIG
Les SIG, Special Interest Groups, sont des équipes au sein du Projet Fedora qui sont moins formelles que les sous-projets officiels. Les SIG sont parfois une première étape dans le développement de nouveaux projets au sein du projet Fedora.